# 格里戈里·丹尼列夫斯基
格里戈里·彼得羅維奇·丹尼列夫斯基（1829年4月26日—1890年12月18日），俄國烏克蘭裔历史小說家，帝國樞密院議員。1862年著《新俄羅斯的逃犯》一書而闻名。

## 備注
1. ↑  俄語羅馬化：Grigory Petrovich Danilevsky
2. ↑  烏克蘭語羅馬化：Hryhorii Petrovych Danylevskyi